# Furfural
Furfural és un compost orgànic derivat de diversos subproductes agrícoles incloent-hi el gira-sol, blat de moro, segó i serradures de fusta. El seu nom prové del llatí furfur que significa segó.
El furfural és un aldehid aromàtic amb estructura en anell. La seva fórmula química és OC₄H₃CHO. És un líquid incolor, amb olor d'ametlles, exposat a l'aire ràpidament es torna groc.

## Història
El furfural va ser aïllat primer el 1832 per Johann Wolfgang Döbereiner, a través de la síntesi de l'àcid fòrmic. El 1840 John Stenhouse el va obtenir de la destil·lació de materials de l'agricultura amb àcid sulfúric aquós.
Excepte ocasionalment per a perfums el furfural es va utilitzar poc fins que el 1922 la Quaker Oats Company el va produir en massa de la civada.

## Producció
Molts materials de plantes tenen hemicel·lulosa, quan s'escalfa amb àcid sulfúric l'hemicel·lulosa per hidròlisi es transforma en sucres, principalment xilosa per deshidratació passa a ser furfural: 
C₅H10O₅ → C₅H₄O₂ + 3 H₂O
Un 10% de la massa de residus agrícoles es pot convertir en furfural. Al món se'n produeixen unes 450,000 tones (2004). El principal productor és la Xina.

## Ús
És un solvent en la indústria petroquímica per produir goma sintètica i altres hidrocarburs. Serveix també per produir resines amb les quals es fa fibra de vidre. També se'n produeix furà i derivats.

## Toxicitat
És tòxic, la LD50 és de 400–500 mg/kg (oral, en ratolí). Irrita la pell.